# Kule (okręg telszański)
Kule (lit. Kuliai) – miasteczko na Litwie, położone w okręgu telszańskim, w rejonie płungiańskim, 19 km na południowy zachód od Płungian. Miasteczko liczy 704 mieszkańców (2001). Siedziba starostwa Kule.
Znajduje się tu kościół, szkoła, biblioteka, ośrodek kultury i poczta.
Od 2008 roku miasteczko posiada własny herb, nadany dekretem prezydenta Republiki Litewskiej.